# Cardiff City Stadium
Cardiff City Stadium (galeză Stadiwm Dinas Caerdydd) este un stadion din Cardiff, Țara Galilor, Marea Britanie. El este stadionul de casă al clubului din Premier League, Cardiff City Football Club, începând cu anul 2009, când l-a înlocuit pe Ninian Park.
Cu o capacitate de 28.000 de locuri el este al doilea stadion ca mărime din Cardiff și din Țara Galilor, după Millennium Stadium. Arena a fost deschisă oficial pe 22 iulie 2009, cu un meci amical dintre Cardiff City șit Celtic Glasgow. Predominant pe stadion se joacă fotbal, însă adesea aici au loc și meciuri de rugby, clubul local de rugby Cardiff Blues închiriind arena pe 20 de ani.
Pe 12 august 2014 aici urmează să aibă loc Supercupa Europei 2014.

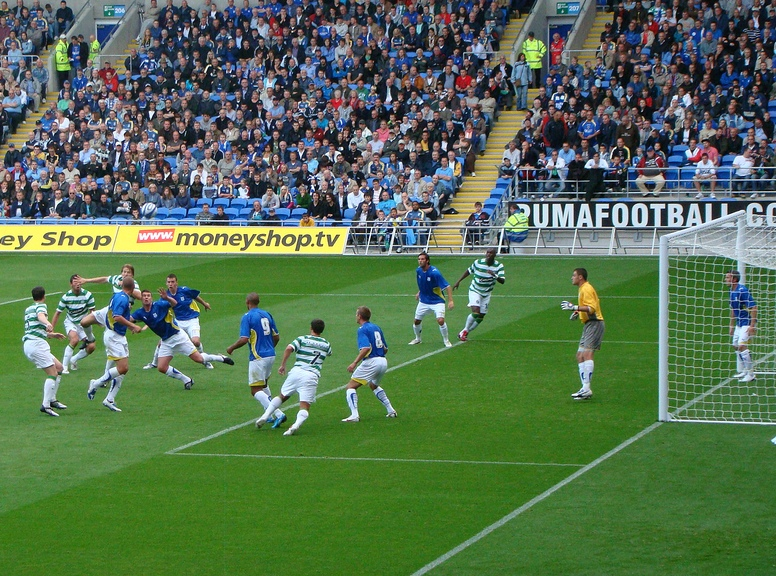
Meciul oficial de deschidere dintre Cardiff City și Celtic, 22 iulie 2009

## Meciuri
Echipa națională de fotbal a Țării Galilor a disputat pe acest stadion o serie de meciuri. Aceasta este o listă de meciuri internaționale importante care au avut loc pe stadion, sau e preconizat să se joace aici:

| Data              | Competiția                                             | Echipa gazdă | Scor | Echipa oaspete        |
| ----------------- | ------------------------------------------------------ | ------------ | ---- | --------------------- |
| 14 November 2009  | Meci amical                                            | Țara Galilor | 3–0  | Scoția                |
| 8 October 2010    | Preliminariile Campionatului European de Fotbal 2012   | Țara Galilor | 0–1  | Bulgaria              |
| 10 august 2011    | Meci amical                                            | Țara Galilor | 1–2  | Australia             |
| 2 September 2011  | Preliminariile Campionatului European de Fotbal 2012   | Țara Galilor | 2–1  | Muntenegru            |
| 12 November 2011  | Meci amical                                            | Țara Galilor | 4–1  | Norvegia              |
| 29 February 2012  | Meci amical                                            | Țara Galilor | 0–1  | Costa Rica            |
| 7 September 2012  | Calificările pentru Campionatul Mondial de Fotbal 2014 | Țara Galilor | 0–2  | Belgia                |
| 12 October 2012   | Calificările pentru Campionatul Mondial de Fotbal 2014 | Țara Galilor | 2–1  | Scoția                |
| 14 august 2013    | Meci amical                                            | Țara Galilor | 0–0  | Republica Irlanda     |
| 10 September 2013 | Calificările pentru Campionatul Mondial de Fotbal 2014 | Țara Galilor | 0–3  | Serbia                |
| 11 October 2013   | Calificările pentru Campionatul Mondial de Fotbal 2014 | Țara Galilor | 1–0  | Macedonia de Nord     |
| 16 November 2013  | Meci amical                                            | Țara Galilor | 1–1  | Finlanda              |
| 5 March 2014      | Meci amical                                            | Țara Galilor | 3-1  | Islanda               |
| 12 august 2014    | Supercupa Europei 2014                                 | TBC          |      | TBC                   |
| 10 October 2014   | Preliminariile Campionatului European de Fotbal 2016   | Țara Galilor |      | Bosnia și Herțegovina |
| 13 October 2014   | Preliminariile Campionatului European de Fotbal 2016   | Țara Galilor |      | Cipru                 |

## Concerte
| Data         | Artist        | Turneu/Concert           | Artiști adiționali         |
| ------------ | ------------- | ------------------------ | -------------------------- |
| 5 June 2010  | Stereophonics | Summer in the City       | Doves Kids in Glass Houses |
| 12 June 2013 | Bon Jovi      | Because We Can: The Tour | Kids in Glass Houses       |